# Bejsce (gemeente)
De gemeente Bejsce is een landgemeente in het Poolse woiwodschap Święty Krzyż, in powiat Kazimierski.
De zetel van de gemeente is in Bejsce.
Op 30 juni 2004 telde de gemeente 4362 inwoners.

## Oppervlakte gegevens
In 2002 bedroeg de totale oppervlakte van gemeente Bejsce 57,74 km², waarvan:
- agrarisch gebied: 92%
- bossen: 1%

De gemeente beslaat 13,67% van de totale oppervlakte van de powiat.

## Demografie
Stand op 30 juni 2004:
| Omschrijving                   | Totaal | Totaal | Vrouwen | Vrouwen | Mannen | Mannen |
| ------------------------------ | ------ | ------ | ------- | ------- | ------ | ------ |
| eenheid                        | aantal | %      | aantal  | %       | aantal | %      |
| inwoners                       | 4362   | 100    | 2201    | 50,5    | 2161   | 49,5   |
| bevolkingsdichtheid (inw./km²) | 75,5   | 75,5   | 38,1    | 38,1    | 37,4   | 37,4   |

In 2002 bedroeg het gemiddelde inkomen per inwoner 1070,43 zł.

## Aangrenzende gemeenten
Kazimierza Wielka, Koszyce, Opatowiec
- Library of Congress Control Number: n91081948
- Nationale Bibliotheek van Israël: 987007567658305171
- Virtual International Authority File: 126804887
- WorldCat: E39PBJt8gfjCKd93rTRc6FRVG3